# Галларате
Галларате, Ґалларате (італ. Gallarate) — місто та муніципалітет в Італії, у регіоні Ломбардія, провінція Варезе.
Галларате розташоване на відстані близько 520 км на північний захід від Рима, 39 км на північний захід від Мілана, 18 км на південь від Варезе.
Населення — 52 850 осіб (2014).

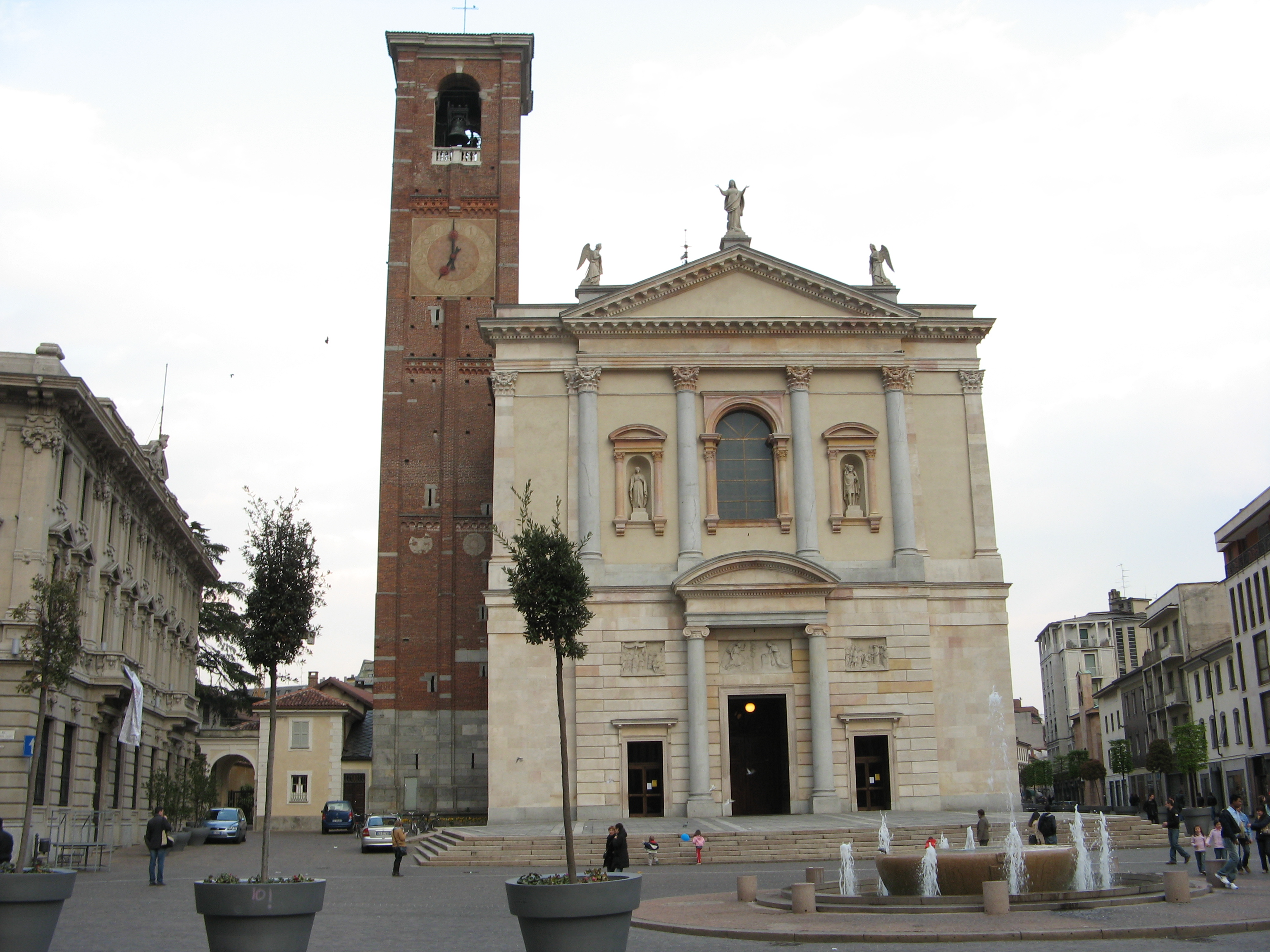

Щорічний фестиваль відбувається 25 липня. Покровитель — San Cristoforo.

## Демографія
Населення за роками:

Станом на 1 січня 2023 року в муніципалітеті офіційно проживали 8163 іноземці з 115 країн, серед них 966 громадян країн Євросоюзу та 325 громадян України.

## Уродженці
- Марко Пароло (*1985) — відомий італійський футболіст, півзахисник.

## Сусідні муніципалітети
- Арсаго-Сепріо
- Безнате
- Бусто-Арсіціо
- Кардано-аль-Кампо
- Казорате-Семпьоне
- Кассано-Маньяго
- Каварія-кон-Премеццо
- Самарате